# آن بیونگ-جون
آن بیونگ-جون (انگلیسی: An Byong-jun؛ زادهٔ ۲۲ مهٔ ۱۹۹۰) بازیکن فوتبال است.
از باشگاه‌هایی که در آن بازی کرده‌است می‌توان به باشگاه فوتبال کاوازاکی فرونتال و باشگاه فوتبال جف یونایتد ایچیهارا چیبا اشاره کرد.